# Donští kozáci
Donští kozáci, respektive Donské kozácké vojsko (rusky донско́е каза́чье во́йско) je nejstarší část z početně podskupiny kozáků. V roce 1920 mělo donské vojsko přibližně milion příslušníků.

## Historie

Oblast Donského kozáckého vojska v Ruské říši, 1833

Kozácké vojsko byla založena v 70. letech 16. století a rozpuštěna v roce 1918. Po roce 1990 se na území dnešního Ruska rozvinula kozácká renesance, která postihla i donské kozáky a vedla k reaktivaci Donského kozáckého vojska.
Donské vojsko doložené již v 16. století je nejstarším kozáckou vojenskou jednotkou. Po dohodě s carem byli pověřeni ochranou hranic Ruské říše a jejím rozšiřováním. Tak vznikala nová vojska (jajické vojsko, volžské vojsko, amurské (zabajkalské) vojsko, ussurijské vojsko ad.). Tato vojska postupně utvořila jejich současné rozdělení.
V 16. a 18. století se kozáci značnou měrou podíleli na povstáních proti carskému režimu, zejména pod vedením atamanů Ivana Bolotnikova, Stěnky Razina, Kondratije Bulavina, Ivana Mazepy a Jemeljana Pugačova.
Po dohodě s carem Petrem I. se kozácká území stala součástí Ruské říše, při zachování značné míry autonomie, v průběhu dalších staletí však byla tato autonomie oklešťována. Volení atamani byli např. nahrazováni atamany dosazenými z Moskvy či Petrohradu (nakaznyje atamany).
Po bolševickém převratu došlo na Donu k několika kozáckým protikomunistickým povstáním, která později přerostla do občanské války. Například pod velením bělogvardějského generála Antona Ivanoviče Děnikina bojovalo proti bolševikům 150 tisíc donských kozáků. Proto komunistický režim podnikl vůči kozákům genocidu a odhaduje se, že v letech 1919 a 1920 během ruské občanské války bylo až 500 tisíc donských kozáků a jejich rodinných příslušníků bolševiky zavražděno nebo deportováno do vyhnanství. Kozácké populace byly rovněž těžce postiženy uměle vyvolaným hladomorem na počátku 30. let 20. století.
Zároveň však již po bolševickém převratu přešla část kozáků vedená atamanem Buďonným (pozdějším maršálem Sovětského svazu) k bolševikům, pod příslibem, že bolševici předají jejich kmenu půdu a statky, kdysi patřící velkostatkářům. Když Hitler zaútočil na Sovětský svaz, většina kozáků i přes odpor vůči komunismu a částečné sympatie k carskému režimu vstoupila do Rudé armády.[zdroj⁠?!]

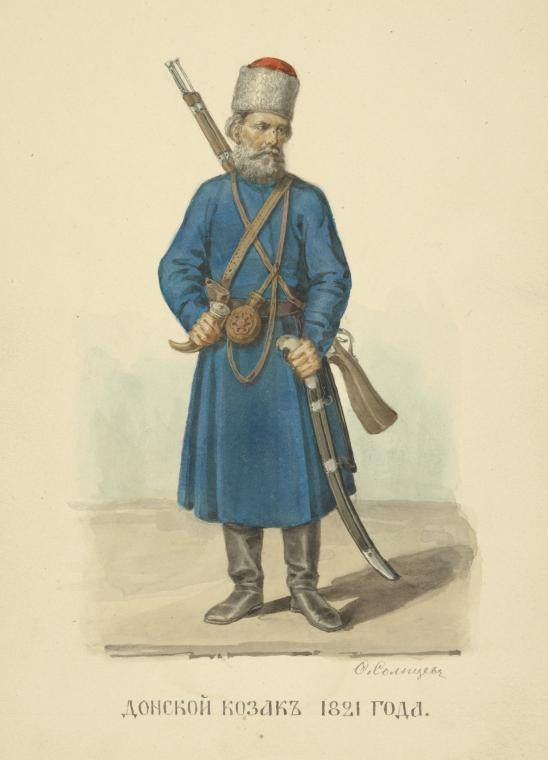
Donský kozák okolo roku 1821

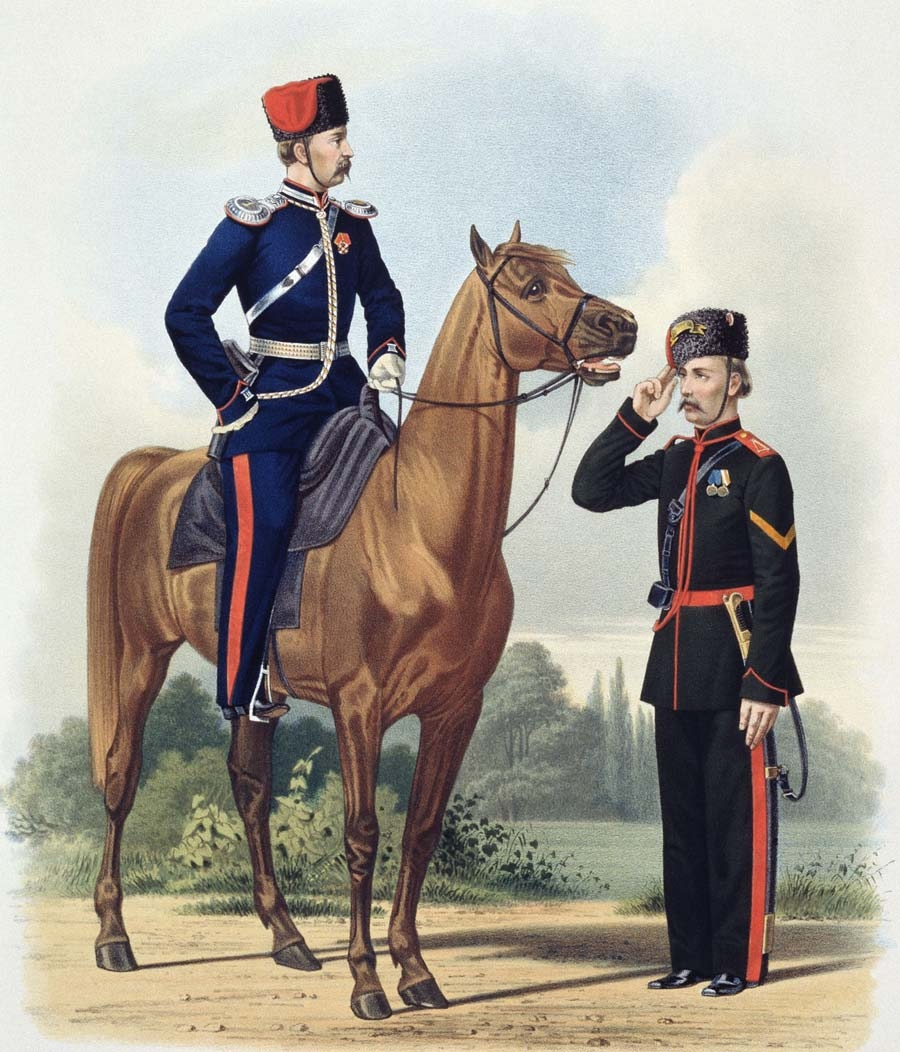
Donští kozáci v ruské armádě, 1867

Donské kozácké vojsko se formovalo od 15. století jako selská domobrana proti Tatarům. Žili na Donu a jeho přítocích Medvedici, Chopjoru, Severním Donci a Šerebci, kde společně vlastnili půdu. Donští kozáci se od 16. století podíleli na ruské kolonizaci Sibiře. Nejvyšší vojenskou hodností mezi donskými kozáky je (zvolený) ataman.

## Válečné operace a povstání

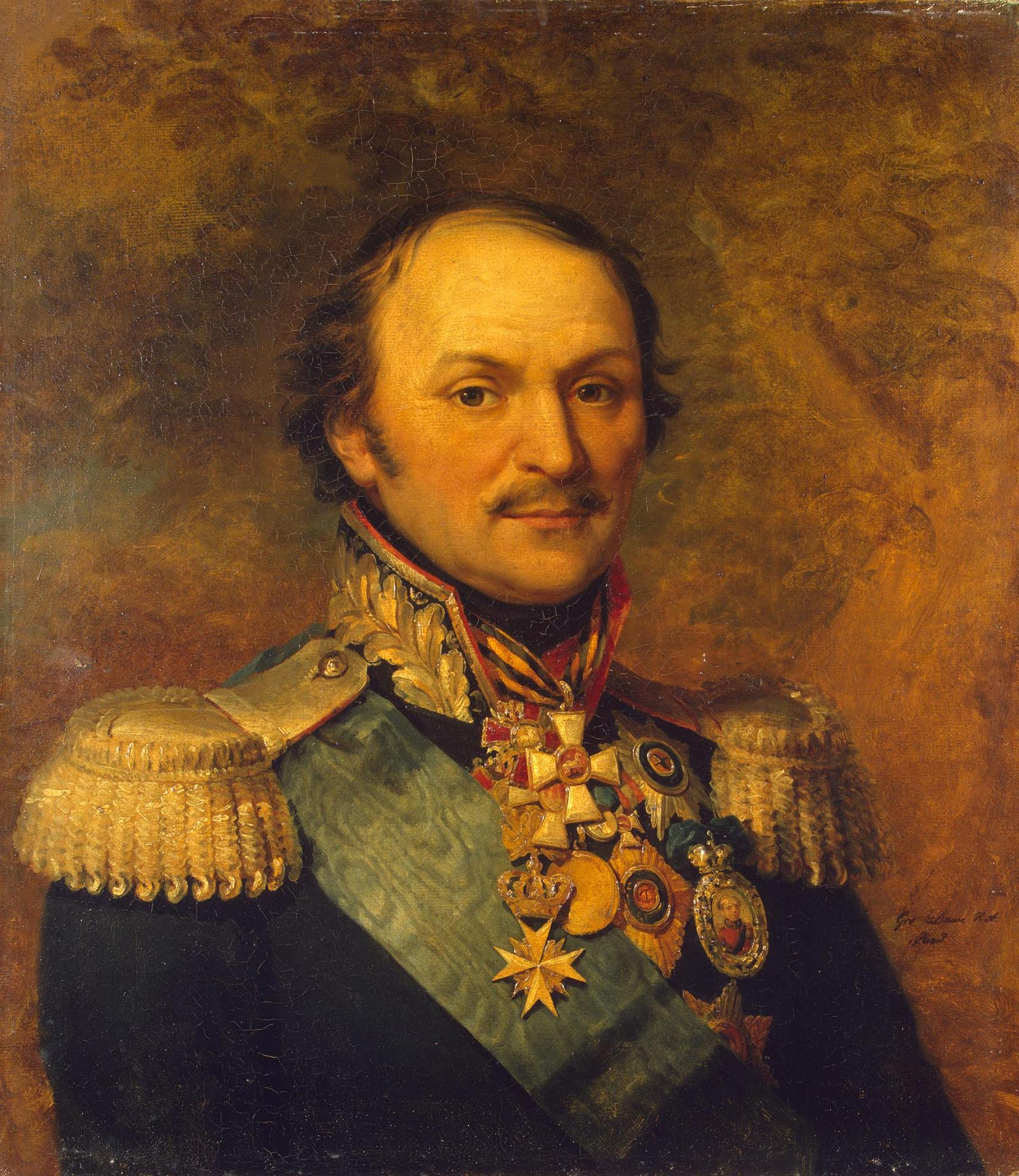
Generál hrabě Matvey Ivanovič Platov

V roce 1641 donští kozáci dočasně dobyli osmanskou pevnost Azov na dolním toku Donu.
V letech 1670 až 1671 povstali donští kozáci vedeni atamanem Stěnkou Razinem ve velkém povstání proti carovi, o kterém se domnívali, že omezil jejich svobody. Povstání bylo nakonec potlačeno.
Na konci 17. století se donští kozáci účastnili na ruské straně krymských a azovských tažení. V 18. století sehráli významnou roli ve vítězných ruských válkách proti Osmanské říši. V letech 1707 až 1708 donští kozáci povstali v tzv. Bulavinově povstání, které vedl Kondratij Bulavin. O potlačení tohoto povstání se pokoušel ataman Lukjan Maksimov.
Kolem roku 1800 poskytli donští kozáci na 70 000 bojovníků carské armádě v koaličních válkách proti Napoleonovi. Pod velením generála Matveje Ivanoviče Platova zasadili několik významných porážek proti Francouzům a jejich spojencům.
Odpor donských kozáků proti bolševickému převzetí moci v roce 1917 (říjnová revoluce) vedl k hořkým bojům během ruské občanské války. Po porážce a rozpuštění Donského kozáckého vojska byli kozáci, z nichž většina bojovala na straně Bílé armády, bolševiky potlačena a systematicky likvidována. Politika dekozákizace, masové popravy zastřelením, deportace, emigrace a velký hladomor spojené s kolektivizací zasadily donským kozákům na počátku sovětského období těžkou ránu.

## Donské kozácké vojsko ve 21. století
Dnes, podle některých zpráv, Velké donské vojsko zahrnuje 156 000 kozáků. Jako bojovníci za ruskou stranu byli zapojeni jak do kavkazského konfliktu v roce 2008,   tak do rusko-ukrajinské války.

## Beletrie
Román Tichý Don od nositele Nobelovy ceny Michaila Alexandroviče Šolochova je považován za epochální dílo o donských kozácích v době ruské občanské války.
- kozácká armáda
- Oblast Donské armády